# Ryuji Sueoka
Ryuji Sueoka (末岡 龍二 Sueoka Ryuji?, nacido el 22 de mayo de 1979 en Yamaguchi) es un exfutbolista japonés. Jugaba de centrocampista y su último club fue el Pune FC.

## Trayectoria

### Clubes
| Club                     | País      | Año         |
| ------------------------ | --------- | ----------- |
| Albirex Niigata          | Japón     | 2002 - 2005 |
| Albirex Niigata Singapur | Singapur  | 2004        |
| Geylang United           | Singapur  | 2006        |
| Balestier Khalsa FC      | Singapur  | 2007        |
| Bangkok United FC        | Tailandia | 2008 - 2009 |
| Mohun Bagan AC           | India     | 2009 - 2010 |
| Salgaocar FC             | India     | 2010 - 2012 |
| Dempo SC                 | India     | 2012 - 2013 |
| East Bengal              | India     | 2013 - 2014 |
| Pune FC                  | India     | 2014 - 2015 |

## Palmarés

### Títulos nacionales
| Título    | Club            | País  | Año  |
| --------- | --------------- | ----- | ---- |
| J2 League | Albirex Niigata | Japón | 2003 |